# 草绿龙蜥
草绿龙蜥（学名：Diploderma flaviceps）为鬣蜥科龙蜥属的爬行动物，俗名公蛇、四脚蛇。在中国大陆，分布于湖北、四川、云南、西藏、甘肃等地，多栖息于山区 活动于干热河谷地带、常见于山坡稀疏灌丛及杂草丛间、河滩地或玉米地草丛中、亦见于山路边或公路旁杂草间以及房屋围墙上或菜地边。其生存的海拔范围为350至3450米。该物种的模式产地在四川西部、大渡河边。
2018年研究人员将原来广义的攀蜥属（也称龙蜥属，Japalura sensu lato）拆分为四个属－ Japalura 、 Diploderma、 Cristidorsa 和 Pseudocalotes，并将 Japalura 的中文属名确定为“攀蜥属”，而将“龙蜥属”指代 Diploderma。2020年部分中国学者建议将 Japalura 的中文名改为“龍蜥屬”，而将 Diploderma 的中文属名改名为“攀蜥屬”。故本种在有些资料中被称为“草绿攀蜥”。然而也有学者反对这种不必要的中文名变更问题，建议维持物种中文名的稳定性。在中国科学院昆明动物研究所研究人员主编的《中国两栖、爬行动物分类变动汇总》中也未接收该建议，仍将 Diploderma 称为“龙蜥属”。

## 保护
本种于2023年被收录入《有重要生态、科学、社会价值的陆生野生动物名录》。